# Fundació Pilar i Joan Miró a Mallorca
Fundació Pilar i Joan Miró a Mallorca je sbírka umění založená Joanem Miróem a jeho manželkou Pilar v Palmě. Miró na tomto baleárském ostrově často pobýval a pocházela odsud část jeho rodiny.

## Architektura
Komplex se skládá ze studia Sert, navrženého architektem Sertem, z mallorského domu z 18. století Son Boter a administrativní budovy, která byla dokončena v roce 1992 (architekt Rafael Moneo). Zahrada, která je obklopuje, je další výstavní plochou pro Miróova díla. Studia jsou vedena jako architektonické kulturní památky na španělském seznamu Bienes de Interés Cultural.

## Sbírka
Základem sbírky jsou díla, která odkázal muzeu sám Miró. Jedná se o 118 maleb na plátně, 1512 kreseb, 35 soch a stovky dalších exponátů. Od svého založení získala nadace mnoho děl i od jiných umělců.
Kromě stálé výstavy je prostor určen i pro výstavy přechodné.